# Památník Ruzyně 1939 – 1941 nezapomeneme
Památník Ruzyně 1939 – 1941 nezapomeneme (nebo též: Pád - Ruzyně 1939 – 1941 nezapomeneme) je věnovaný obětem druhé světové války, který se nachází v areálu kasáren armády České republiky (AČR) v Praze-Ruzyni (na adrese: Pilotů 217/12, 161 00 Praha 6 - Ruzyně) nedaleko vrátnice u jejich hlavního vchodu. Pietní místo je situováno na okraji trávníku v těsné blízkosti vchodu do jedné z budov Vojenského historického ústavu (VHÚ). Lokalita památníku (i nedaleké jízdárny) je místem každoročních (kolem 17. listopadu) vzpomínkových aktů zástupců resortu obrany a dalších institucí a spolků.

## Historie památníku
Památník byl zbudován po sametové revoluci v Československu v 90. letech 20. století a je tvořen základnou se stožárem na vlajku, sochou s názvem „Pád“ a dvojicí vodorovně umístěných bronzových pamětních desek se jmény popravených doplněných jednou rovněž vodorovnou kamennou deskou. Autorem památníkové základny jsou Jiří Číhal a Jiří Novák; autorem původní sochy z roku 1990 z osinkocementu (azbestocement; směs cementu s azbestem) je akademický sochař Peter Nižňanský.
Povětrnostní vlivy během doby způsobily, že památník musel být v roce 2020 kompletně opraven. Opravy měly na starosti Agentura hospodaření s nemovitým majetkem Ministerstva obrany a VHÚ. Během opravy došlo k celkové rekonstrukci základny památníku, výměně stožáru a renovaci bronzových desek a písma. Nenávratné poškození osinkocementové sochy „Pád“ (hrozilo její zřícení) bylo řešeno spolu s autorem díla, který zajistil zhotovení bronzového odlitku identické sochy „Pád“.

## Nápisy a jejich význam

### Nápis na podstavci památníku
Památník (na jehož podstavci je nápis RUZYNĚ 1939-1941 NEZAPOMENEME) je upomínkou na 247 českých vlastenců, kteří byli během prvního stanného práva (těsně po nástupu Reinharda Heydricha do úřadu zastupujícího říšského protektora) tedy během tzv. první heydrichiády (27. září 1941 až 19. ledna 1942) popraveni v nedaleké jízdárně kasáren Heinricha Himmlera (ruzyňských kasáren), kde (v místě fyzických poprav) zřídil VHÚ pietní místo.

### Nápis na menší bronzové vodorovné pamětní desce
ZDE BYLI ZASTŘELENI / 17. LISTOPADU 1939 / TITO ČEŠTÍ VYSOKOŠKOLÁCI

DOC. PhDr JOSEF MATOUŠEK

JUDr JAROSLAV KLÍMA

PROF. JAN WEINERT, Dr IN MEM.

JUDr FRANTIŠEK SKORKOVSKÝ

JUC JOSEF ADAMEC, Dr IN MEM.

JUC BEDŘICH KOULA, Dr IN MEM.

INGC VÁCLAV ŠAFRÁNEK, ING IN MEM.

ING. MAREK FRAUWIRTH

MUC JAN ČERNÝ, DR IN MEM.
Památník připomíná popravu (bez soudu) devíti hlavních představitelů studentského hnutí dne 17. listopadu 1939 (a následné uzavření českých vysokých škol nacisty).

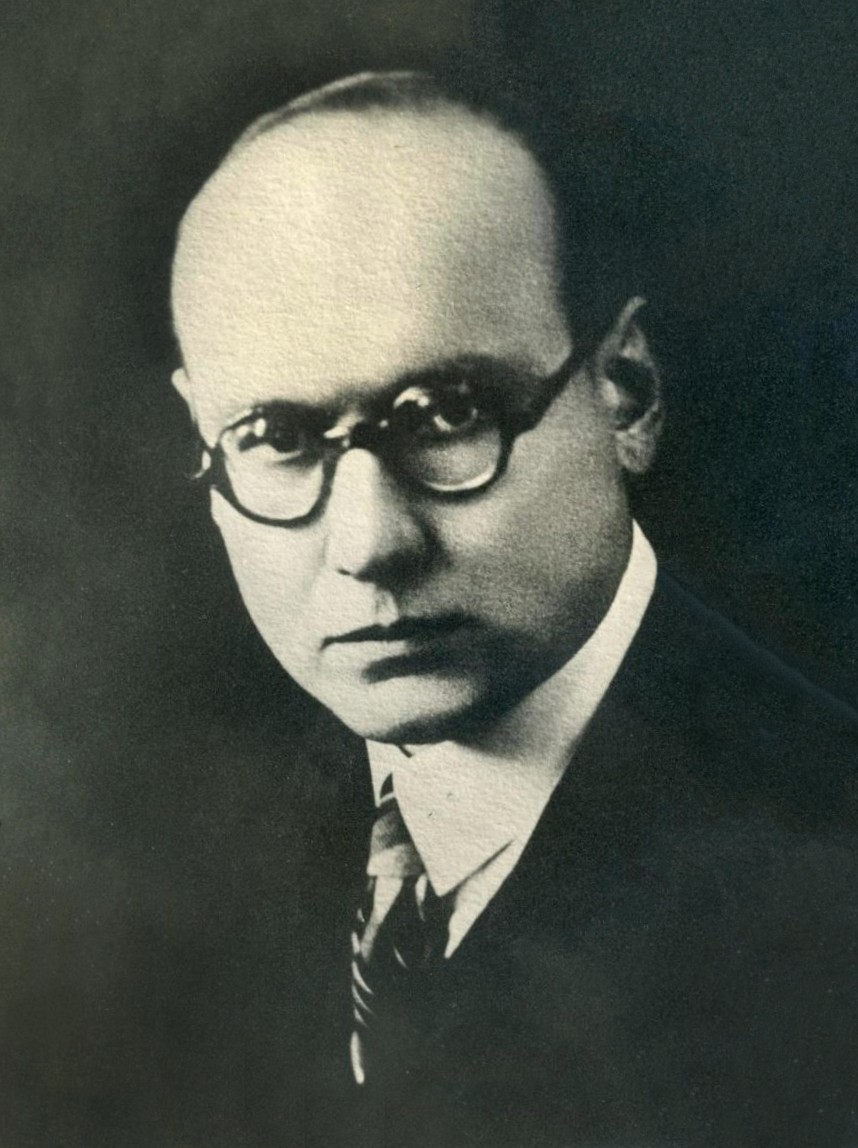
Josef Matoušek
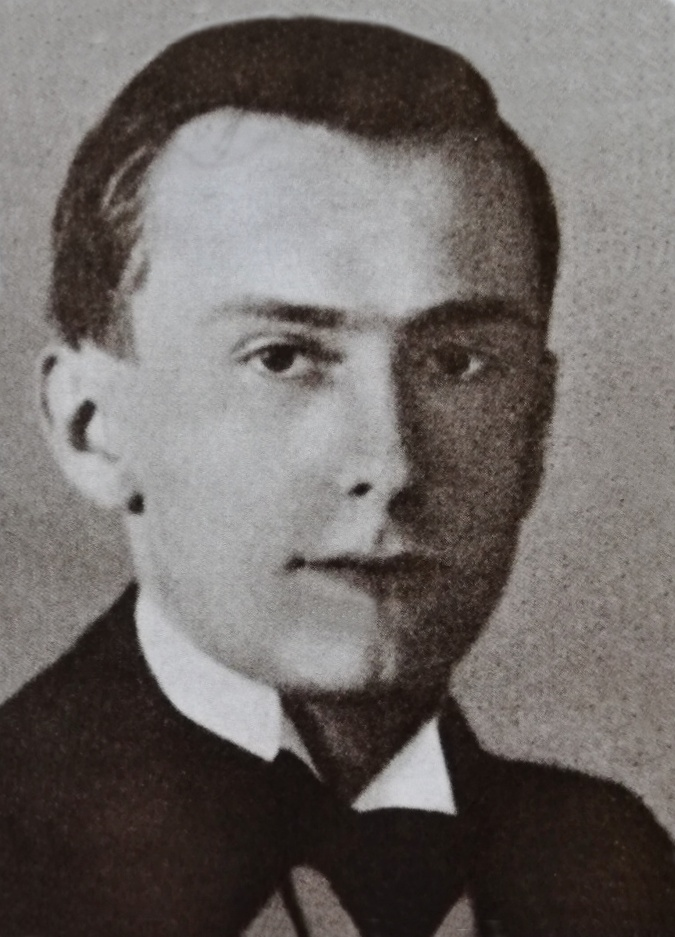
Jaroslav Klíma
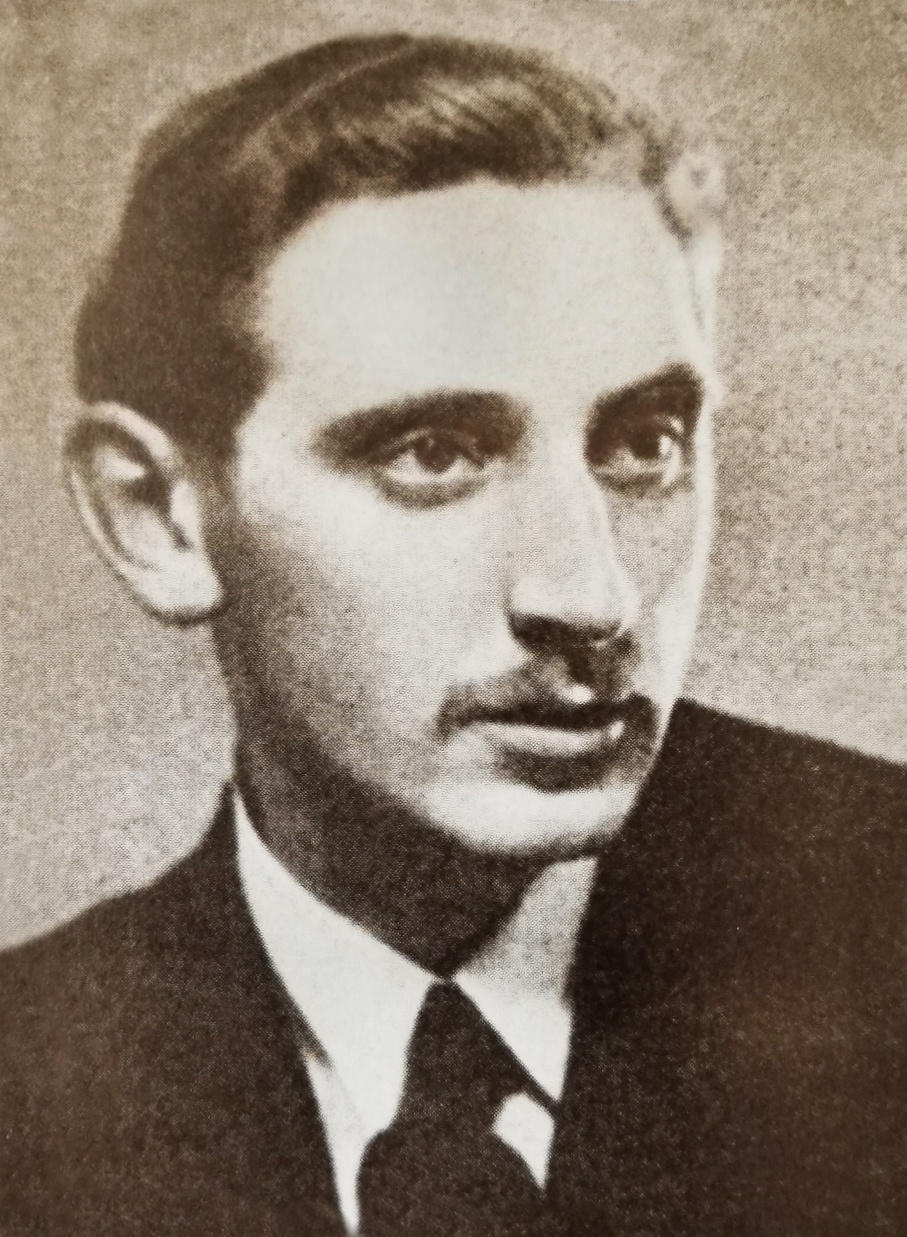
Jan Weinert
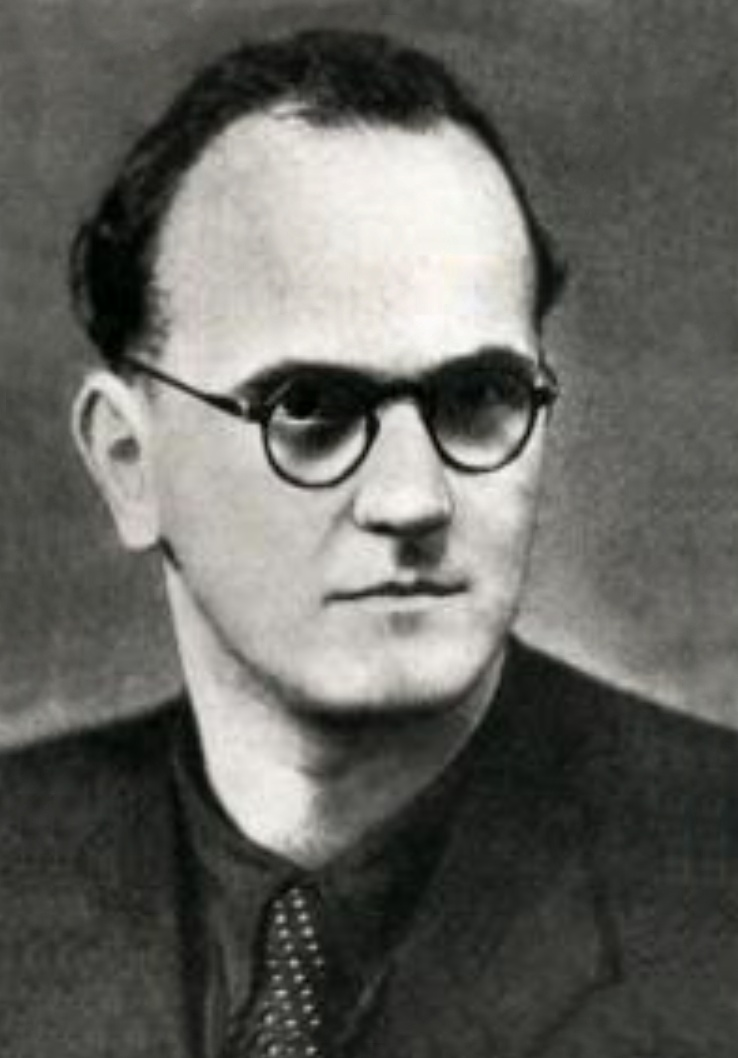
František Skorkovský
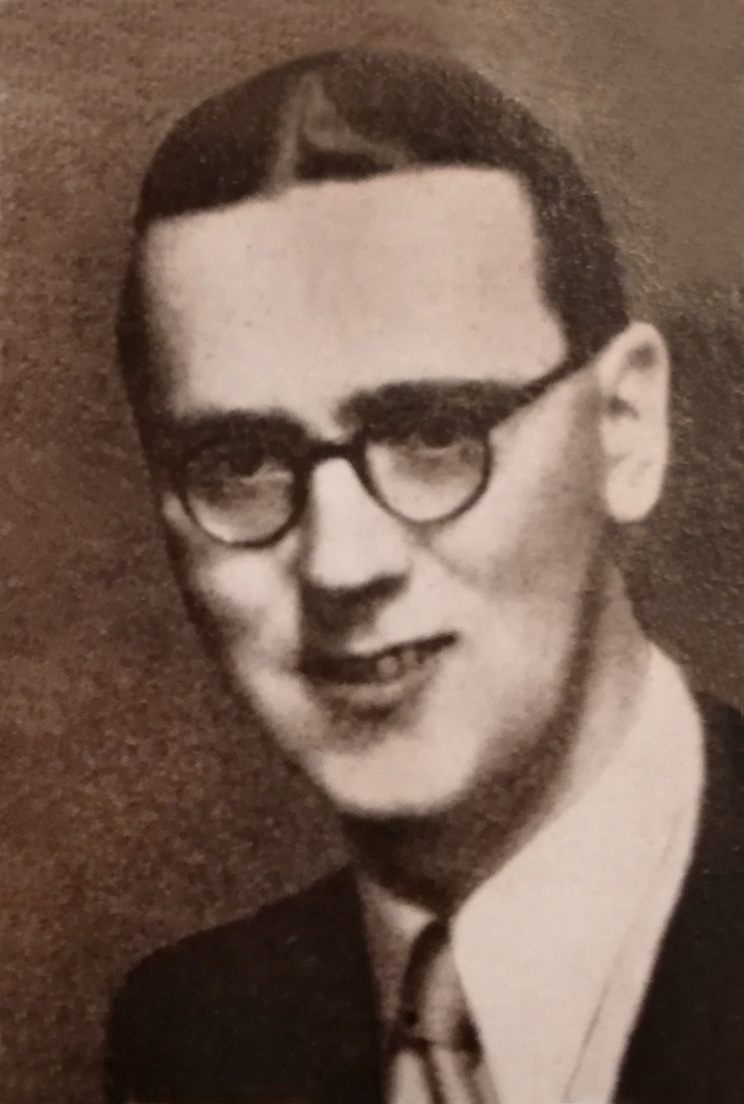
Josef Adamec
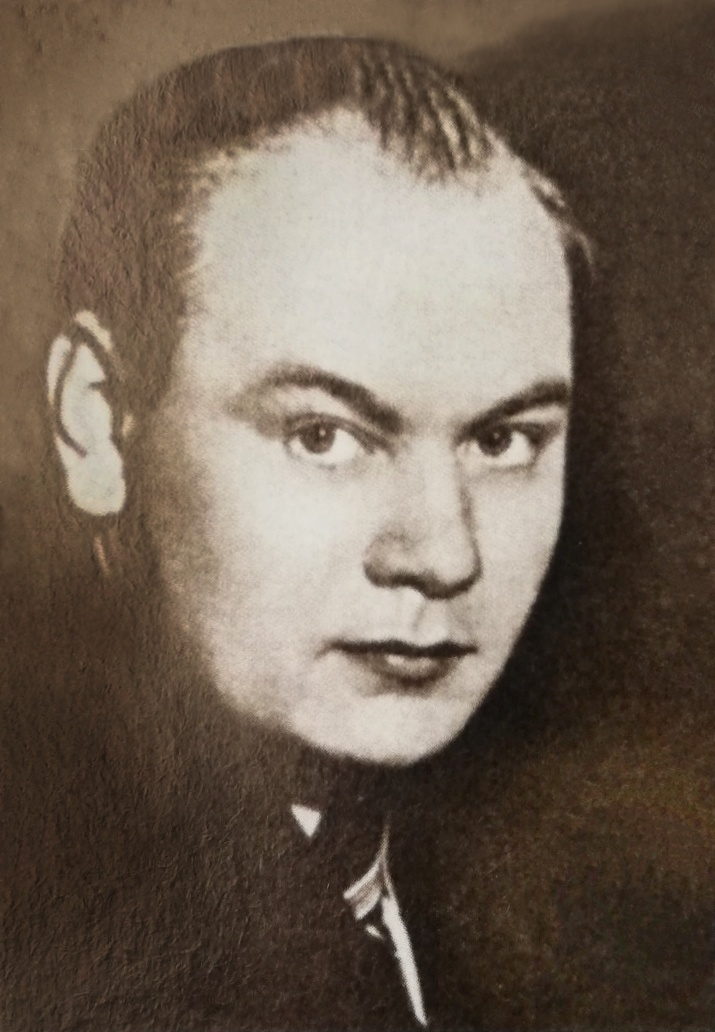
Bedřich Koula
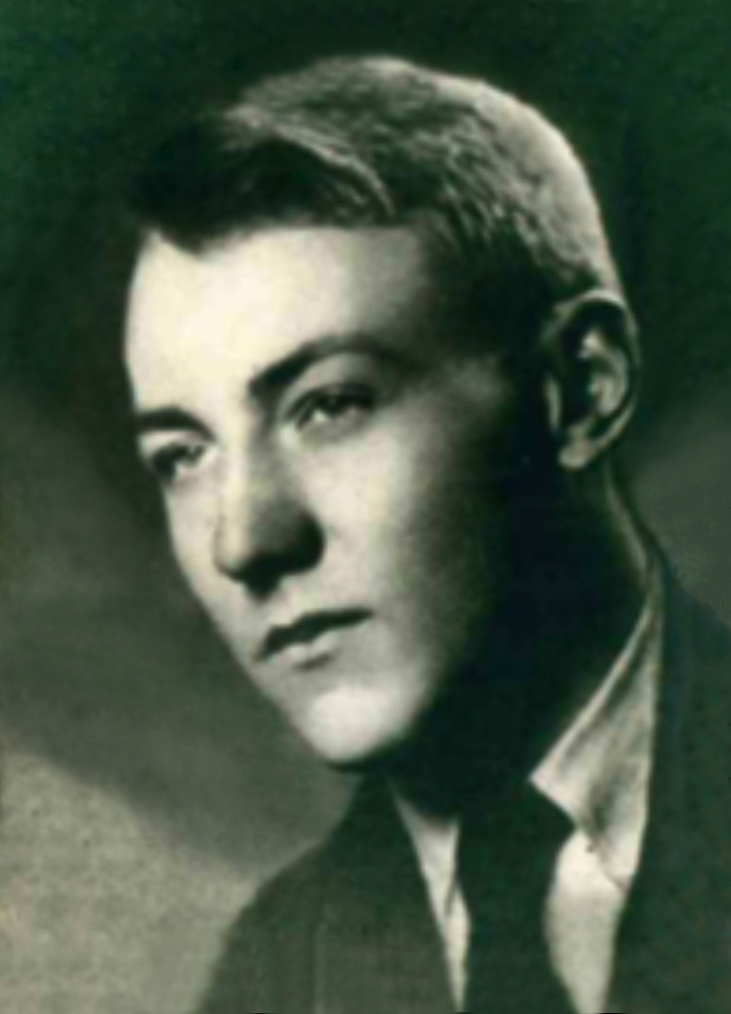
Václav Šaffránek
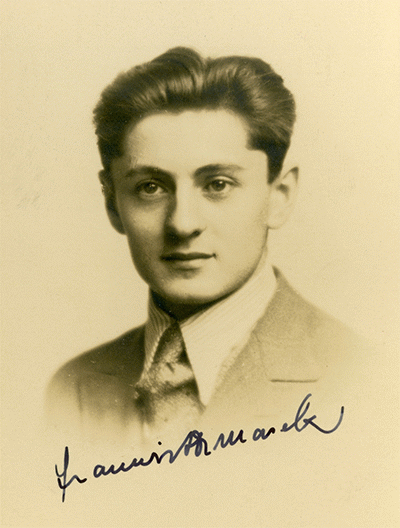
Marek Frauwirth
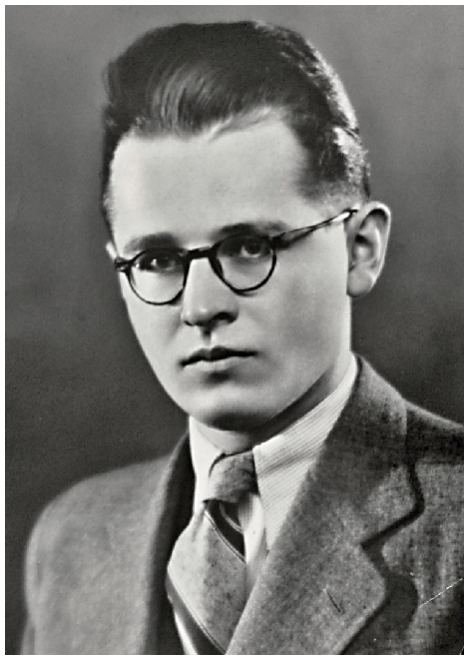
Jan Černý

### Nápis na větší bronzové vodorovné pamětní desce
V BÝVALÉ VOJENSKÉ JÍZDÁRNĚ TOHOTO AREÁLU BYLI NACISTY / V RÁMCI STANÉHO PRÁVA POPRAVENI / TITO VĚRNÍ SYNOVÉ VLASTI, / PŘISLUŠNÍCI OBRANY NÁRODA / GENERÁLOVÉ A VYŠŠÍ DŮSTOJNÍCI ČESKOSLOVENSKÉ ARMÁDY

28. září 1941

arm. gen. Josef BÍLÝ *30.6.1872

div. gen. Hugo VOJTA *11.4.1885

29. září 1941

div. gen. František HORÁČEK *29.8.1891

1. října 1941

div. gen. Mikoláš DOLEŽAL *6.12.1889

div. gen. Oleg SVÁTEK *3.2.1888

div. gen. Václav ŠÁRA *27.3.1893

brig. gen. Josef DVOŘÁK *20.12.1891

brig. gen. Josef MALÝ *3.2.1893

brig. gen. František POHUNEK *17.2.1896

plk. gšt. František AMBROŽ *5.11.1892

plk. gšt. František COUFAL *7.1.1892

plk. gšt. František DĚDIČ *6.8.1890

plk. pěch. Bohdan KASPER *6.7.1891

pplk. pěch. Jan PETERA *18.8.1881

plk. pěch. Ladislav PREININGER *2.7.1895

pplk. gšt. Otmar RŮŽEK *17.3.1901

3. října 1941

brig. gen. Josef BALABÁN *5.6.1894

ČEST JEJICH PAMÁTCE
Památník připomíná 17 vysokých důstojníků prvorepublikové československé armády (v hodnostech generálů, plukovníků a podplukovníků), kteří byli členy ilegální vojenské odbojové organizace Obrana národa (ON) nebo se jednalo o zástupce České obce sokolské.

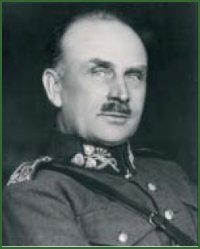
Josef Bílý
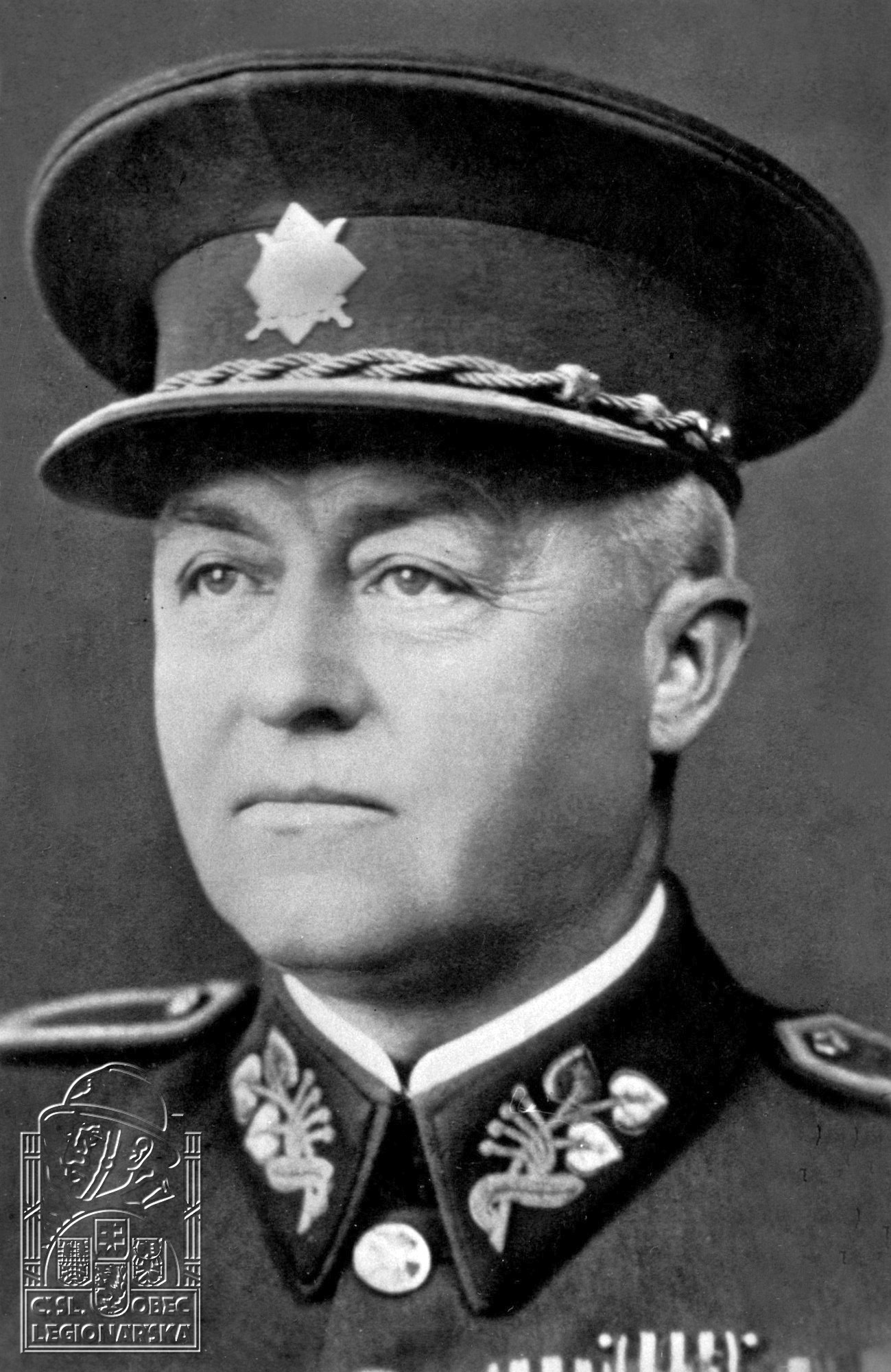
Hugo Vojta
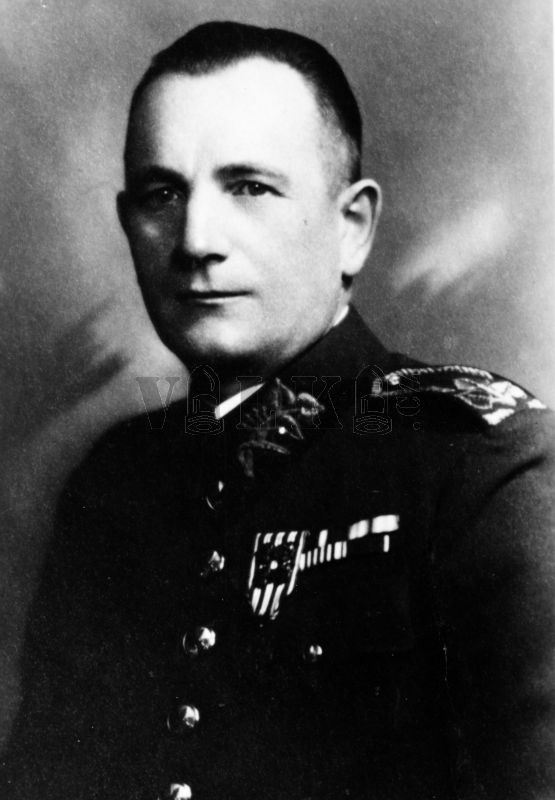
František Horáček
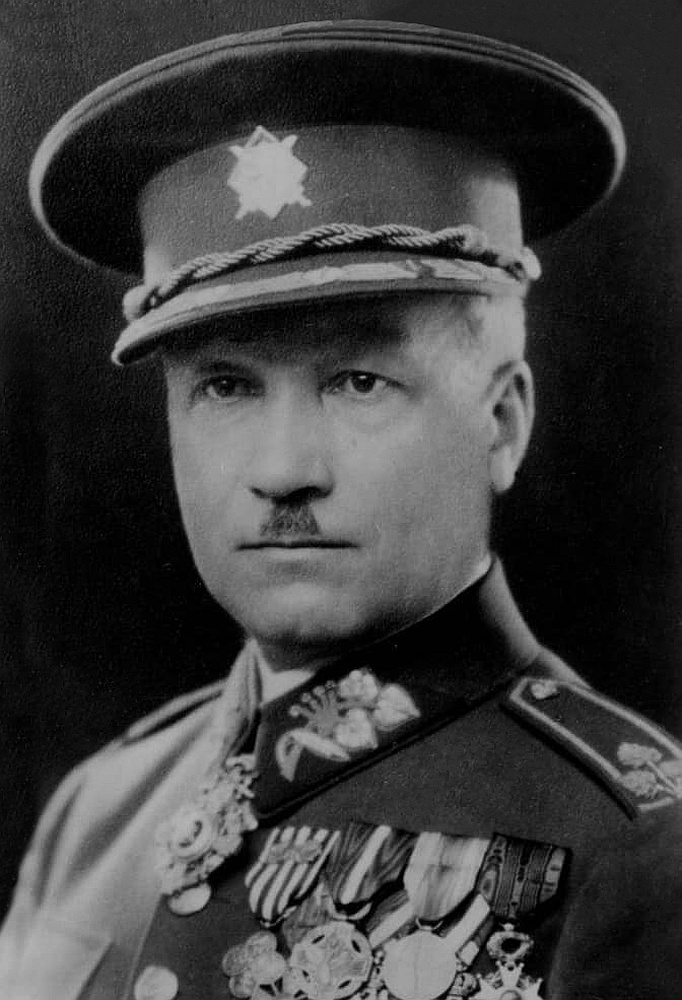
Mikuláš Doležal
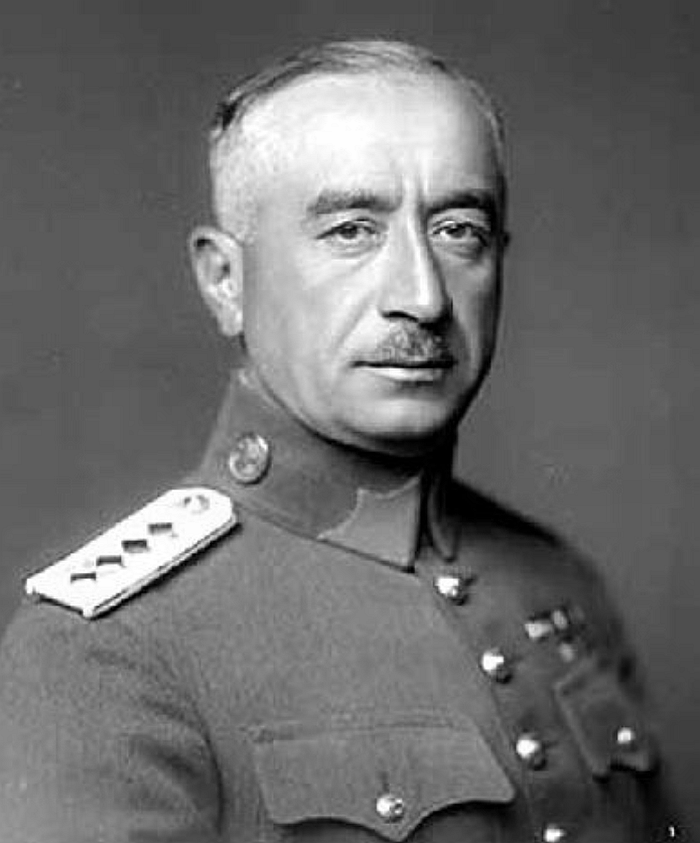
Oleg Svátek
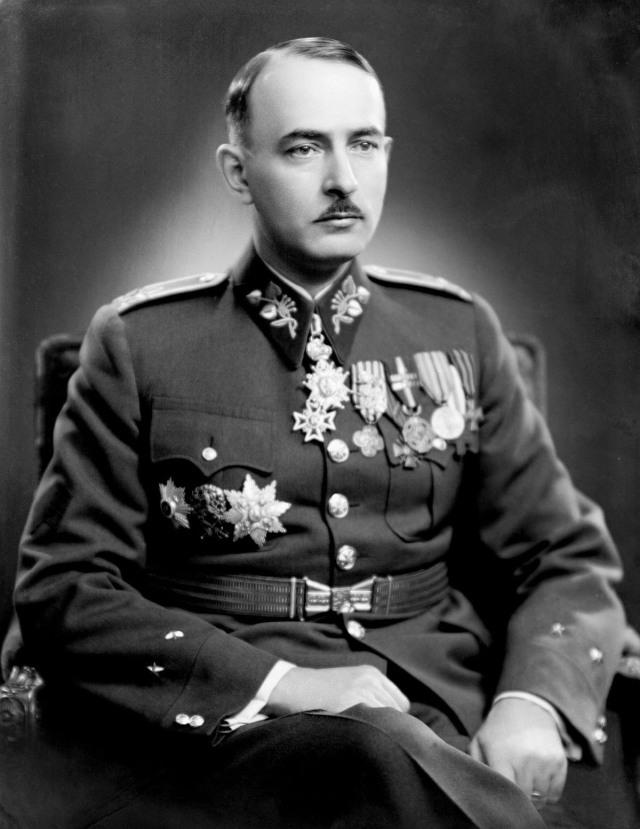
Václav Šára
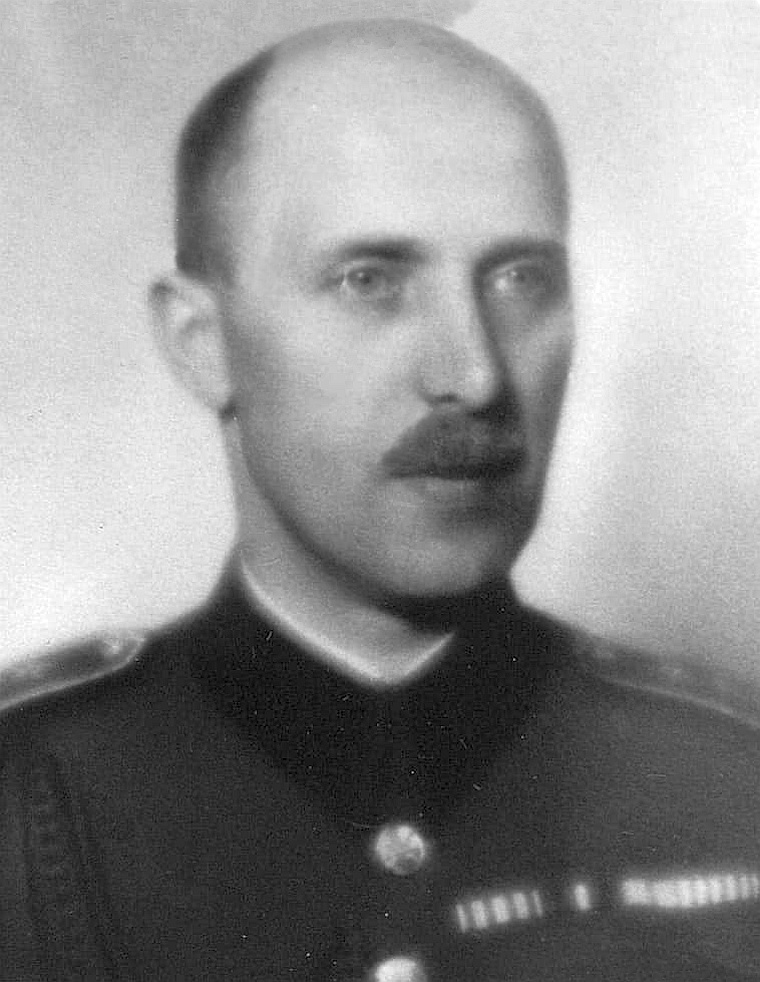
Josef Dvořák
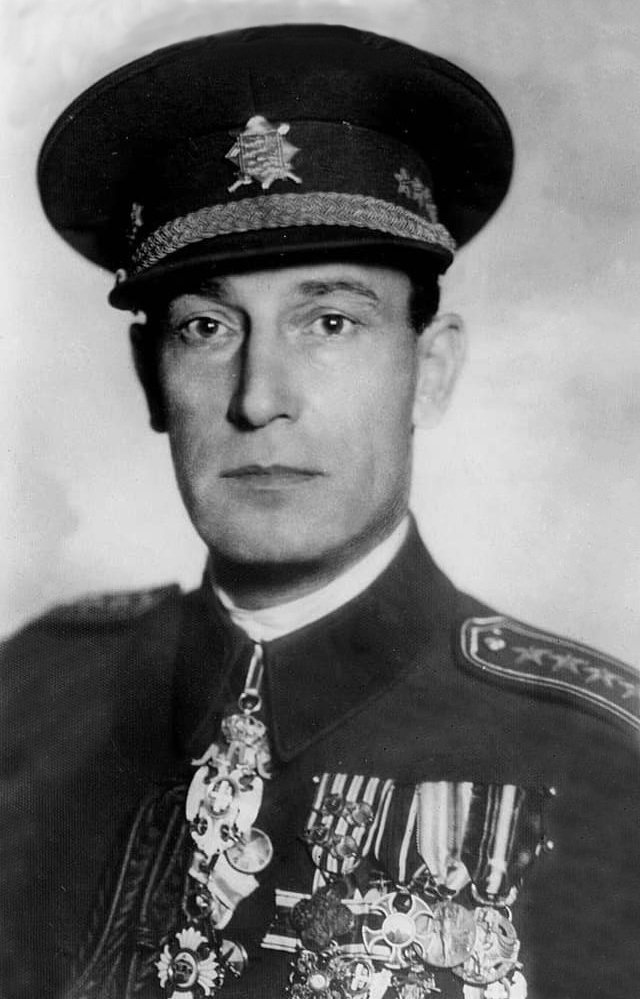
Josef Malý
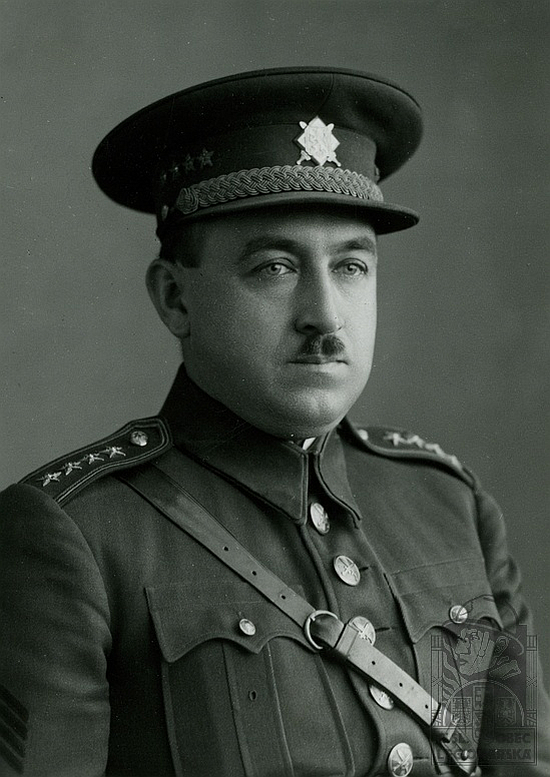
František Pohunek
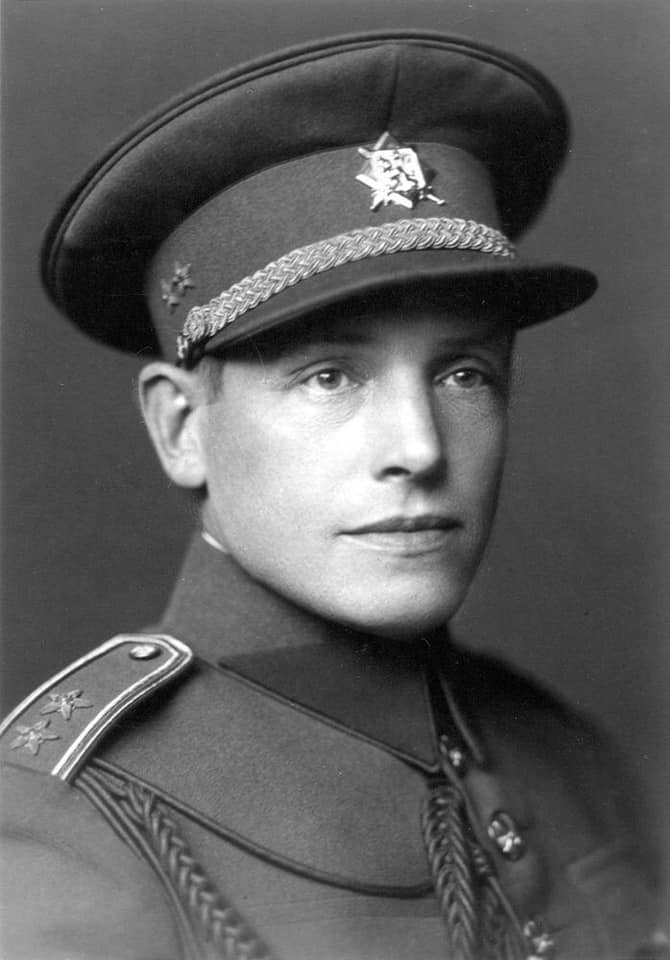
František Ambrož
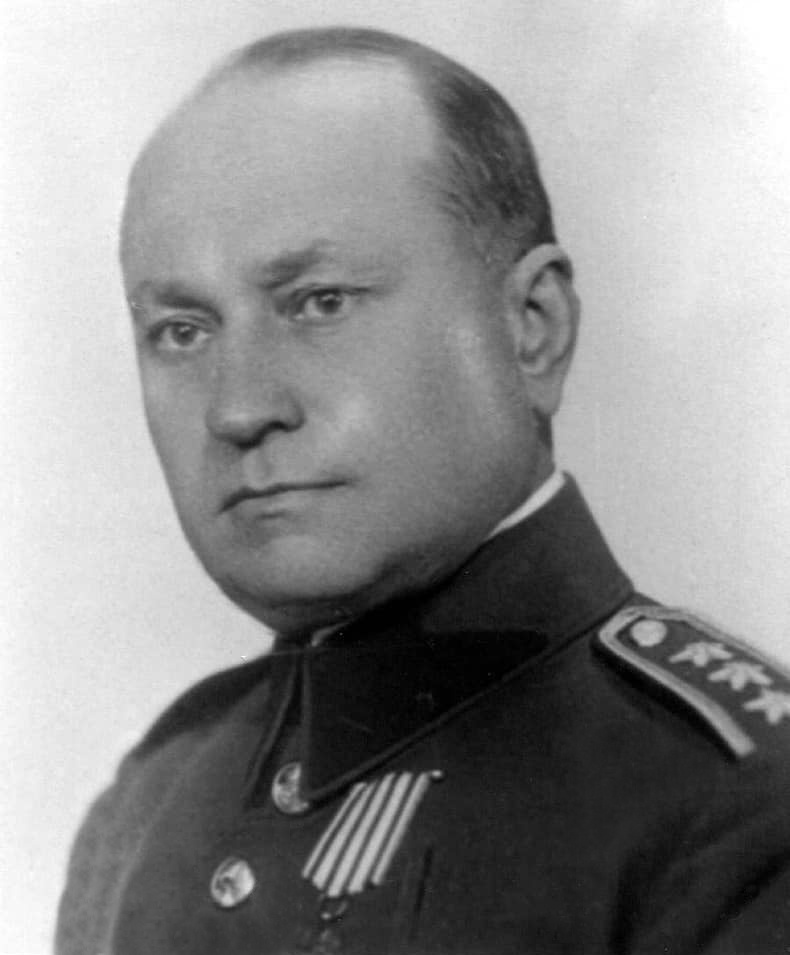
František Coufal
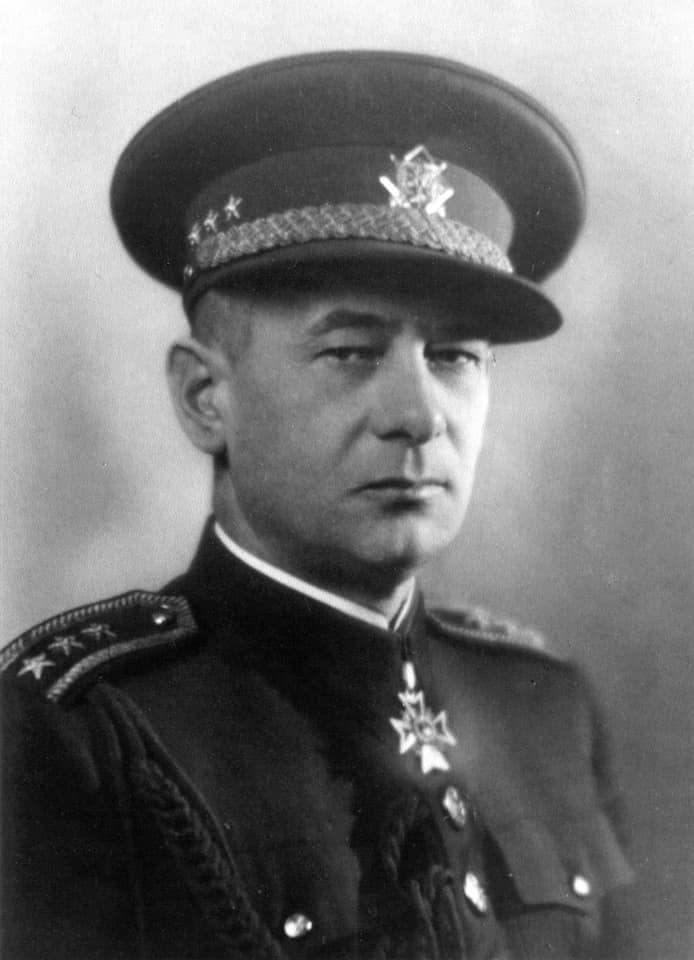
František Dědič
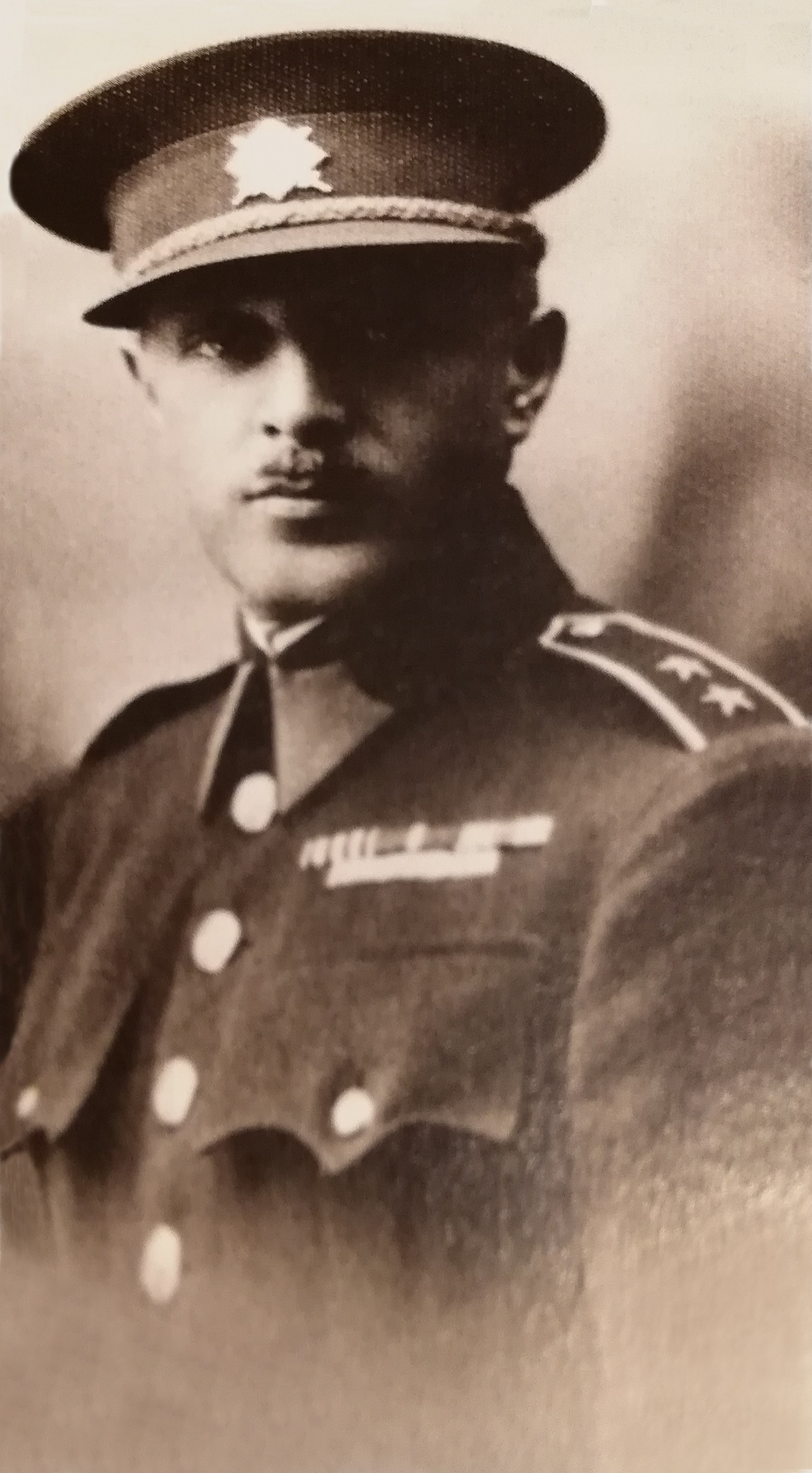
Bohdan Kasper
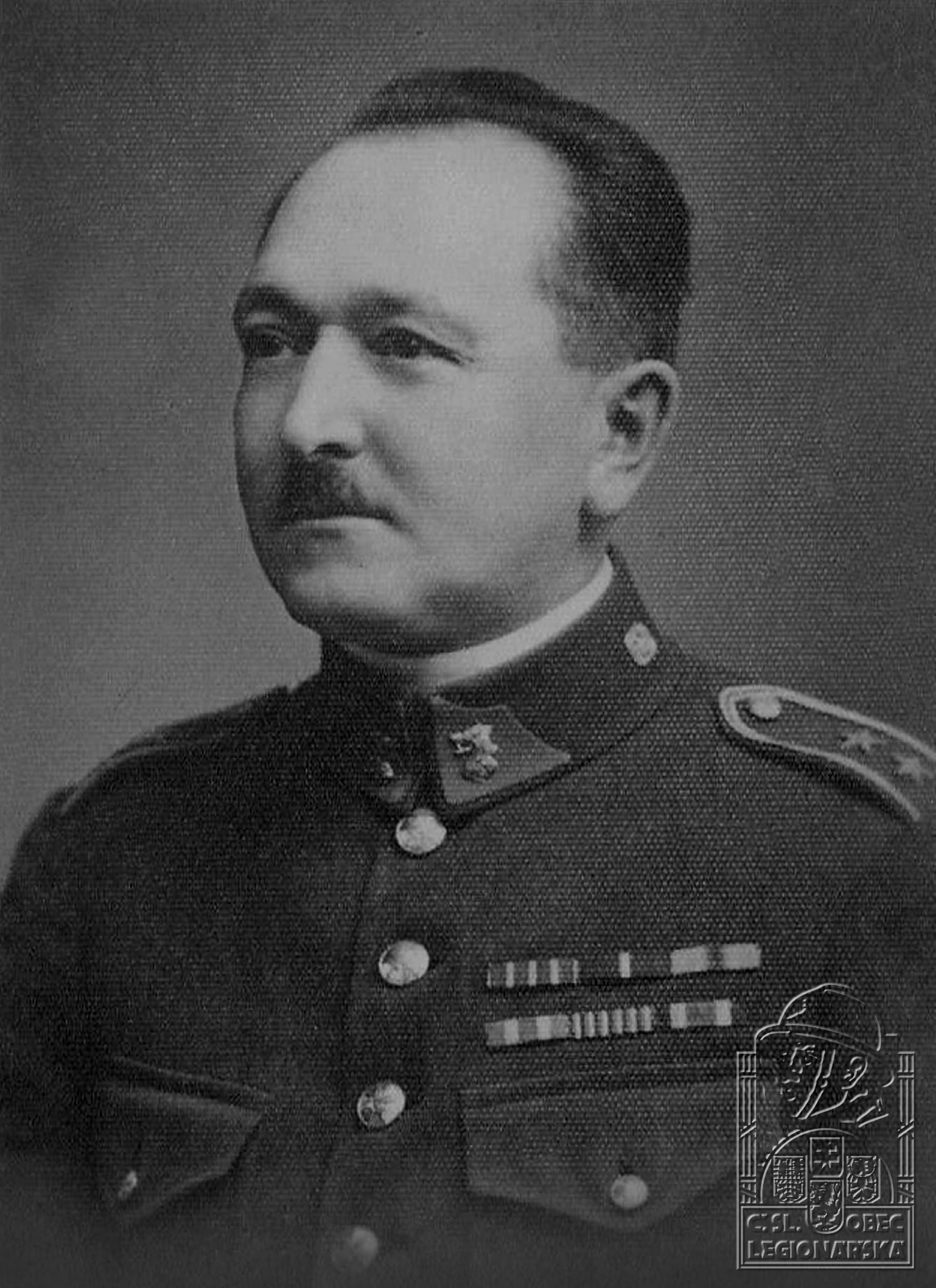
Jan Petera
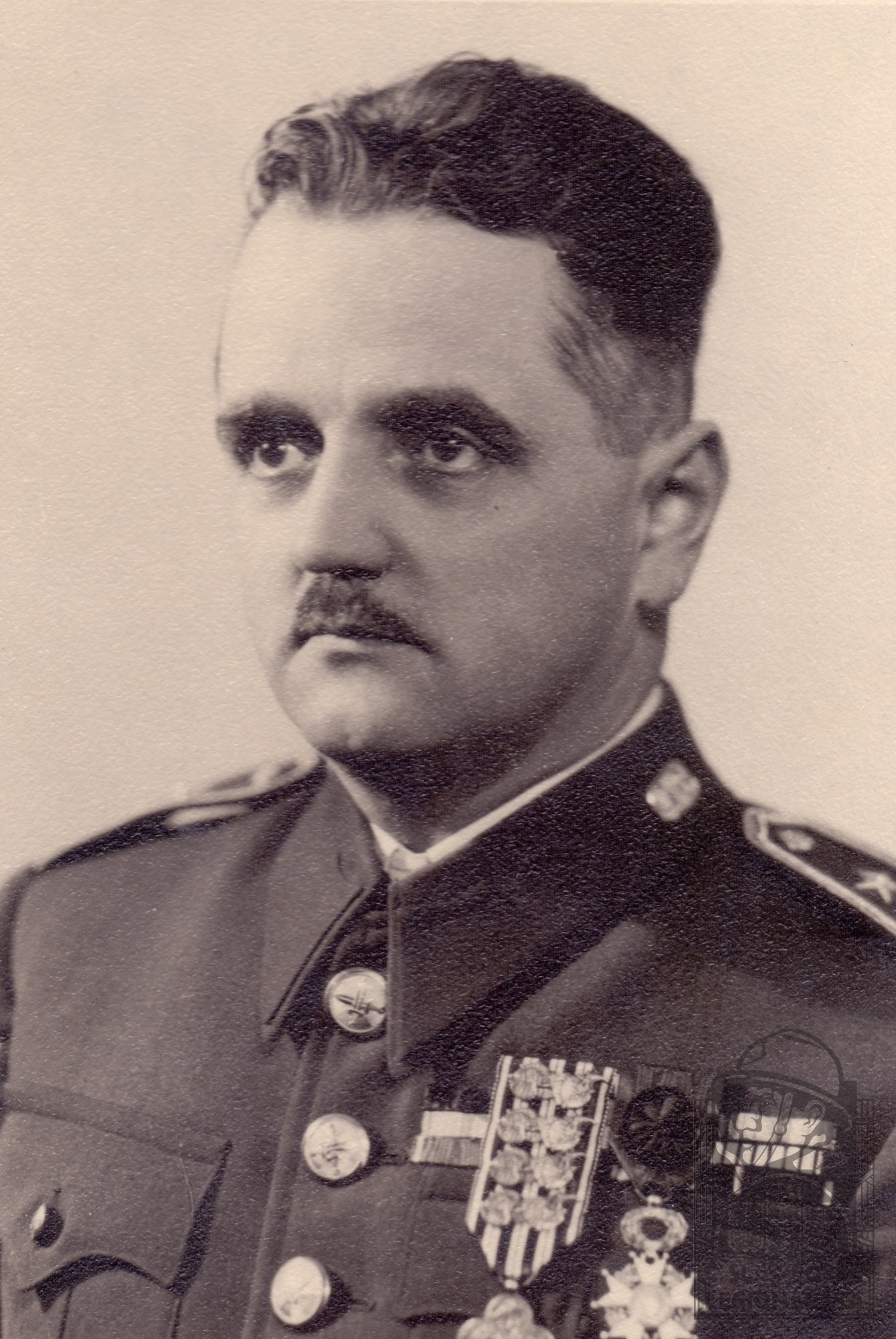
Ladislav Preininger
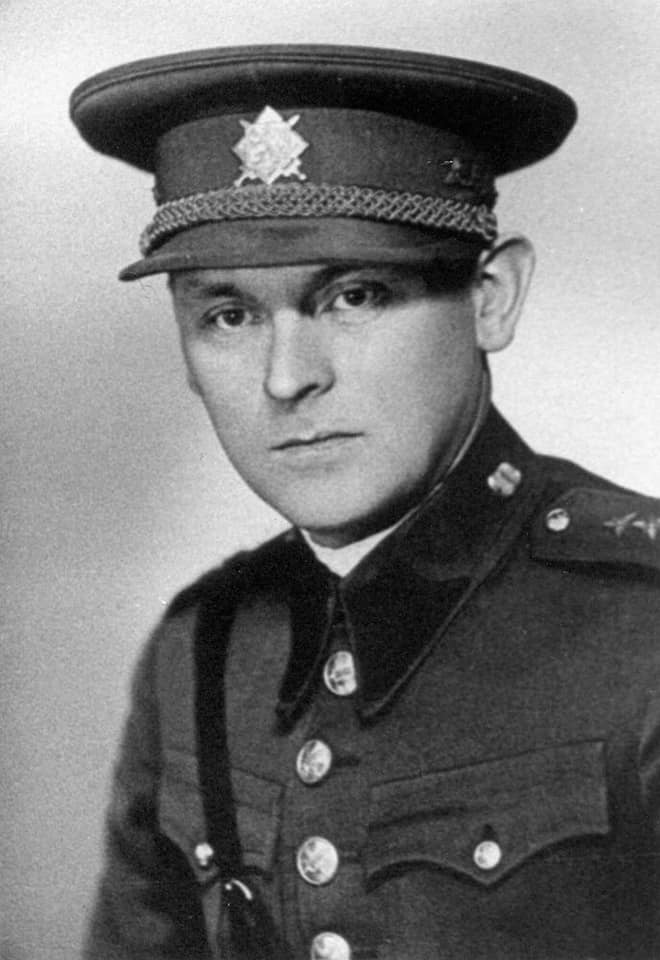
Otmar Růžek
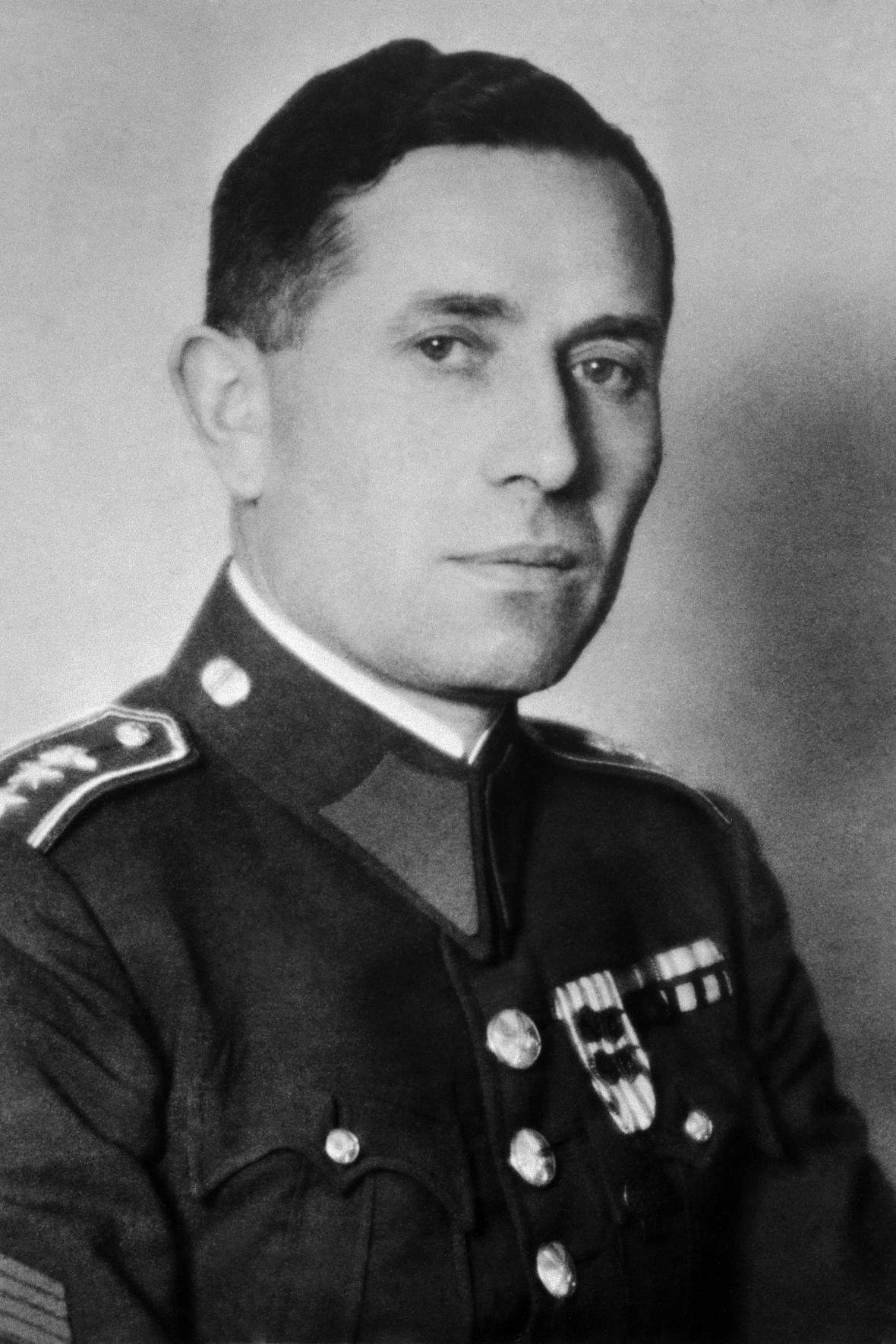
Josef Balabán

### Nápis na kamenné vodorovné pamětní desce

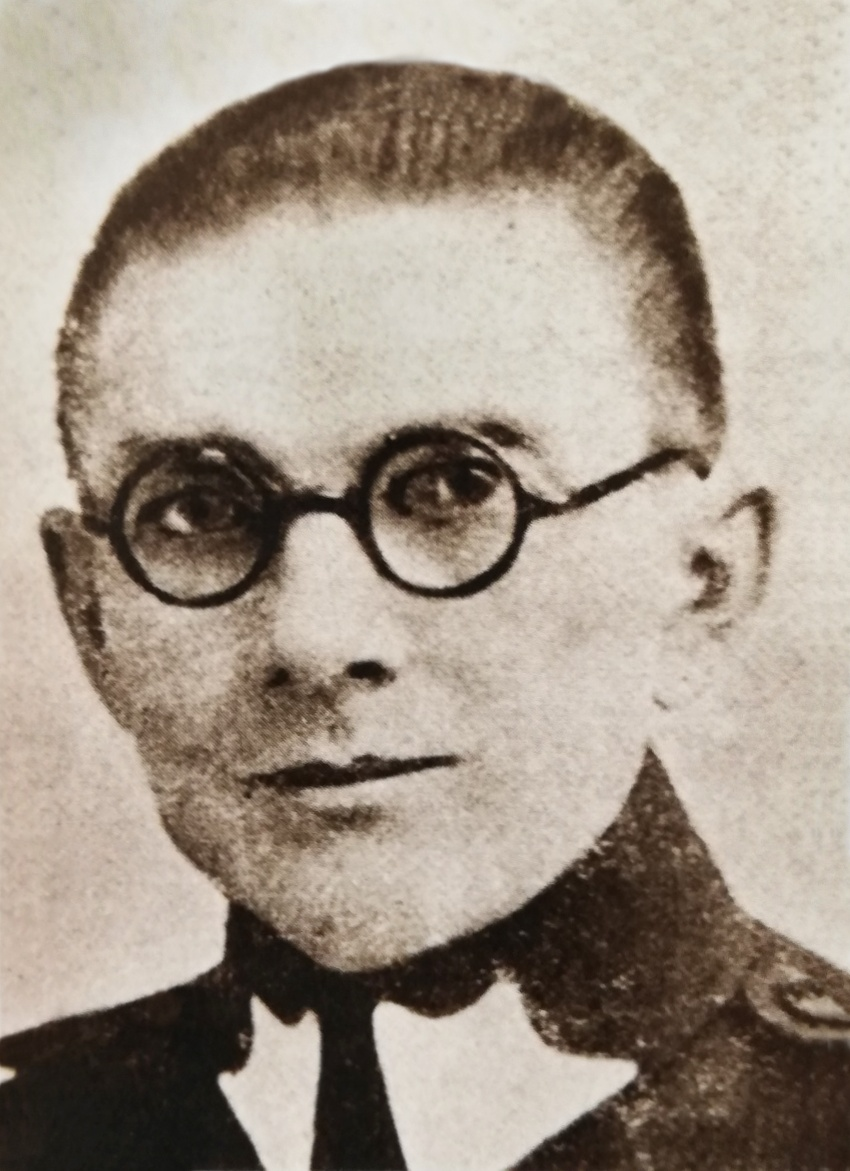
František Nachtmann

František NACHTMAN, obvodní inspektor civilní stráže

Alois VALENTA, praporčík uniformované stráže

František LÖBNER, bubeník

byli dne 17. listopadu 1939 v těchto místech / nacisty zavražděni / ČEST JEJICH PAMÁTCE
Hromadné zatýkání studentů založené na kolektivní vině, Hitlerův záměr uzavřít české vysoké školy, potrestat strůjce demonstrací v den Opletalova pohřbu (15. listopadu 1939) a záměr potlačit silou jakékoliv další náznaky nepokojů to byly signály, které silně znepokojily jak prezidenta Emila Háchu, tak i celou protektorátní vládu. Vláda nakonec upustila od zamýšlené demise a také od zvažovaného protestu u říšského protektora Konstantina von Neuratha. Protektor posléze svolil s vyhlášením výjimečného stavu, který se vztahoval jen na neněmecké státní příslušníky, byl lokalizován na Prahu a několik okolních politických okresů a trval od 18. listopadu 1939 večer do 20. listopadu 1939, kdy jej Konstantin von Neurath zase zrušil. Tento výjimečný stav měl odradit české obyvatelstvo od neuvážených kroků a uchránit jej od brutálních trestů, k nimž se Němci uchylovali jako k formě trestání českého obyvatelstva.
Jistým varováním vyslaným směrem k české veřejnosti byla hysterická reakce německých represivních složek na tzv. Zdický incident. Dalším aktem německé okupační moci směřujícím k vystupňování paniky a strachu českého protektorátního obyvatelstva bylo zastřelení (bez soudu a zjevné viny) tří Čechů (dvou policistů: Františka Nachtmanna, Aloise Valenty a jednoho hudebníka: Františka Lögnera) v noci 18. listopadu 1939 v ruzyňských kasárnách.

## Fotogalerie

Pamětní desky na památníku
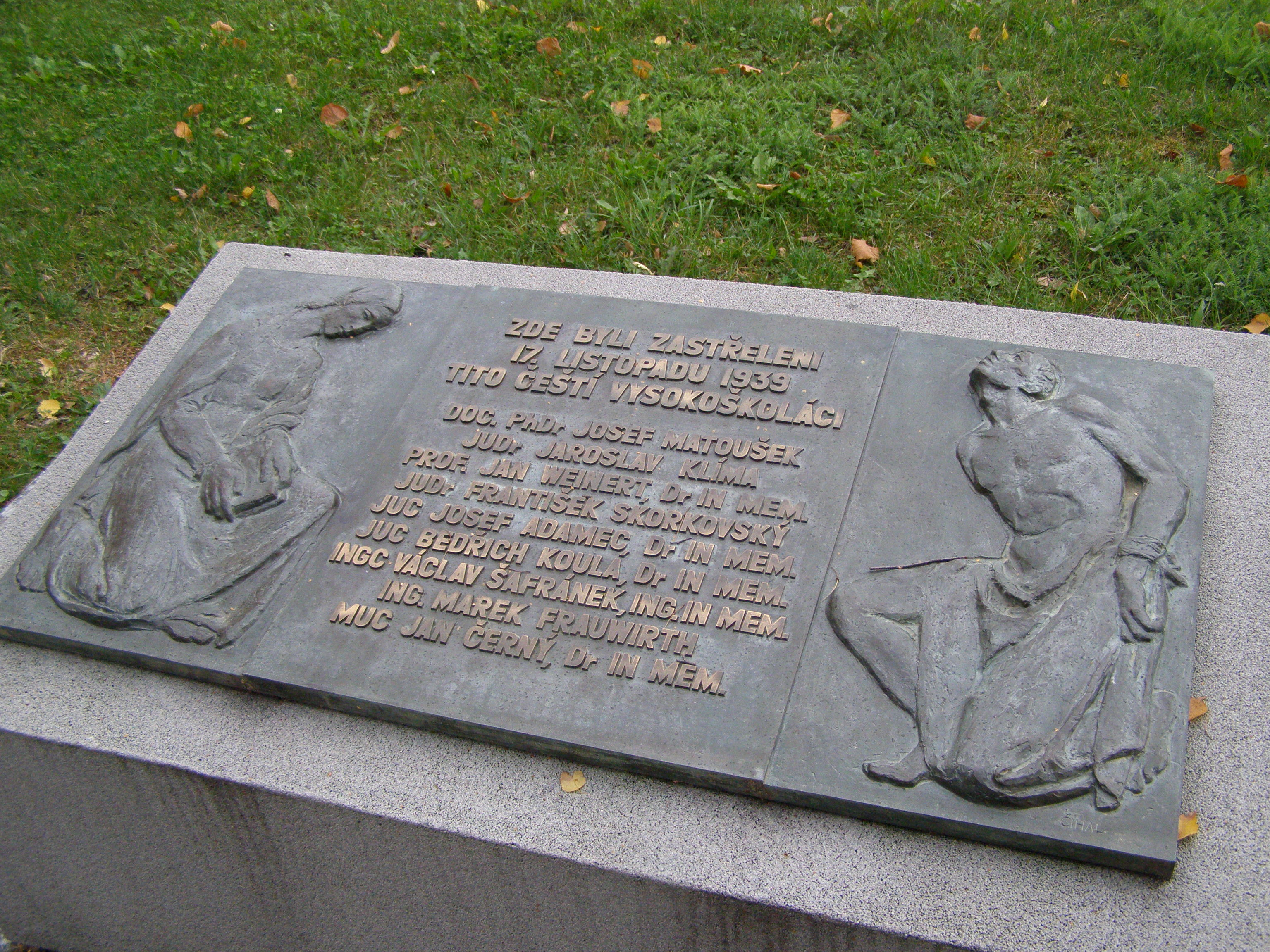
Připomínka popravy devíti hlavních představitelů studentského hnutí dne 17. listopadu 1939
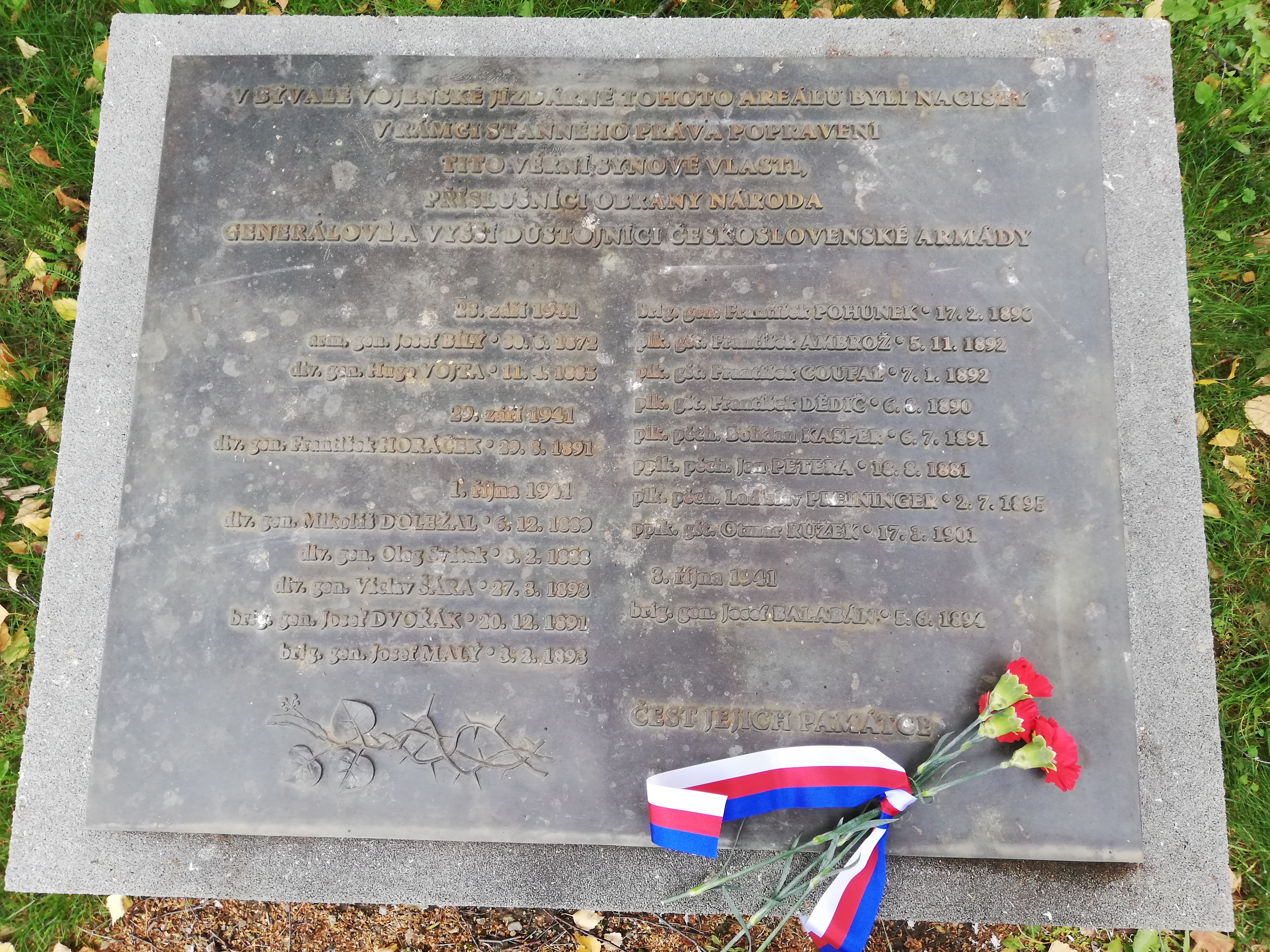
Připomínka poprav sedmnácti vysokých důstojníků prvorepublikové československé armády
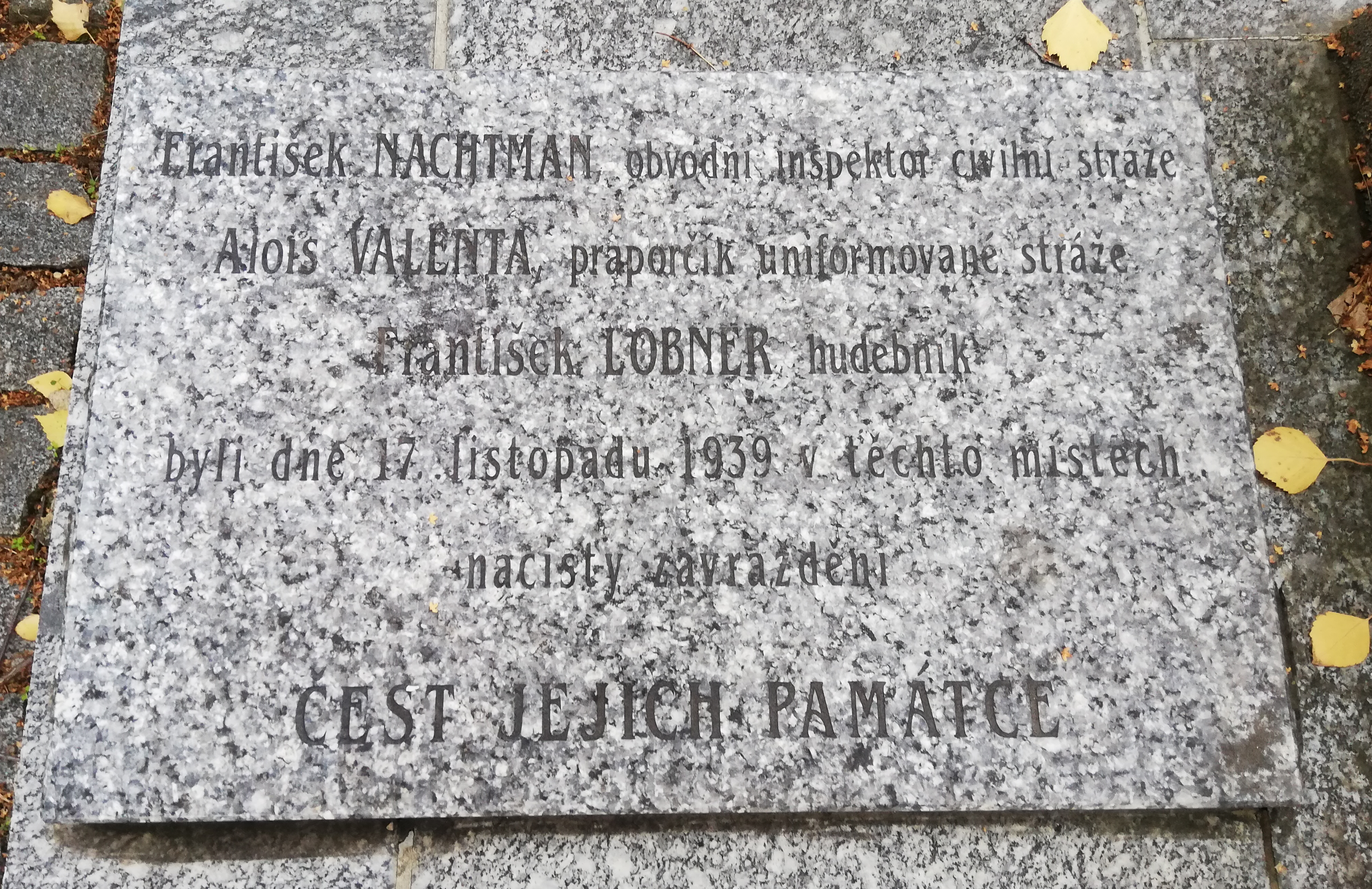
Připomínka popravy tří Čechů (Františka Nachtmanna, Aloise Valenty a Františka Lögnera) v noci 18. listopadu 1939